# 寇陽
寇陽（1504年—？），字體乾，號惕斋，山東太原府榆次縣人，軍籍，明朝政治人物。

## 生平
嘉靖四年（1525年）乙酉科山西鄉試第三十三名舉人。嘉靖八年（1529年）中式己丑科會試第二百十九名，登第三甲第一百一十五名進士。授廣平知縣，擢禮部主客司主事，歷官礼部员外郎，二十年二月升浙江按察司佥事，歷官陕西參議、江西按察使，三十六年四月升浙江右布政使，三十八年正月拾遺闲住。

## 家族
曾祖寇玘，贈文林郎大理寺評事；祖父寇恭，曾任州判累封通議大夫都察院右副都御史；父寇天敘，曾任嘉議大夫都察院右副都御史陞俸一級。母郝氏（累封恭人）。重庆下。娶尚書王雲鳳女。